# Марк Перрен де Бришамбо
Марк Перрен де Бришамбо (фр. Marc Perrin de Brichambaut; нар. 29 жовтня 1948) — генеральний секретар ОБСЄ (від 2005).
Народився 29 жовтня 1948 року в Марокко, за національністю француз. У 1974 році закінчив Паризьку школу адміністрування, після чого працював в судовій системі. У 1978 році став помічником заступника генерального секретаря ООН з питань міжнародної економіки й соціальних справ. У 1981 році повернувся до Парижа і обіймав посаду радника міністра закордонних справ. У 1986—1988 рр. — радник посольства Франції у Вашингтоні, повернувшись до Парижа вступив на посаду радника міністра оборони.
У 1991—1994 роках — голова делегації Франції у РБСЕ, а з 1994 по 1998 рік керував одним з відділів МЗС Франції. У 1998 році був призначений директором стратегічного департаменту міністерства оборони.
З 2005 року — генеральний секретар ОБСЄ. У 2008 році був переобраний на другий трирічний термін. Генеральний секретар керує лише секретаріатом ОБСЄ.